# Dudelange
Dudelange (in Lussemburghese: Diddeléng, Tedesco: Düdelingen) è un comune del Lussemburgo meridionale. È il quarto comune per popolazione, con oltre 17 000 abitanti, e ha lo status di città. Dudelange si trova vicino al confine con la Francia.

## Geografia fisica
Secondo le statistiche del 2005, la città di Dudelange, che si trova nel centro del territorio comunale omonimo, ha un numero di abitanti di 17 320 unità. Altri centri compresi nel comune sono Budersberg e Burange. Il Monte St. Jean, nei pressi di Budersberg, ospita le rovine di un castello medievale.

## Storia
Dudelange è un importante centro industriale che si sviluppò da un nucleo precedente costituito da tre villaggi ed era centro di riferimento per la produzione di acciaio nel '900. La "D" presente nel nome della compagnia degli acciai ARBED è proprio una citazione del nome Dudelange. È anche sede di una stazione radio FM e di una televisione: Dudelange Radio Tower.

## Monumenti e luoghi d'interesse
- Municipio di Dudelange

## Amministrazione

### Gemellaggi
- Lauenburg/Elbe
- Feltre

## Sport

### Calcio
La squadra principale della città è il F91 Dudelange.

### Basket
La squadra principale della città è il Basket T71 Dudelange.